# بفوتاکا
بفوتاکا (به لاتین: Befotaka) یک منطقهٔ مسکونی در ماداگاسکار است که در ناحیه بفوتاکا سود واقع شده‌است. بفوتاکا ۷۷۹ متر بالاتر از سطح دریا واقع شده‌است.